# Forteresse de la Verruca
La forteresse de la Verruca (en italien : Rocca della Verruca) est une ancienne fortification érigée par la république de Pise sur le Monte Pisano, située dans une position telle qu'elle domine toute la plaine pisane et la vallée de l'Arno, dans la commune de Calci dans la province de Pise en Toscane,.

## Historique
La structure de la forteresse avait une importance cruciale pour la république de Pise, perpétuellement en guerre avec Florence. La forteresse était le noyau d'un système de fortifications réparties dans les environs, parmi lesquelles on peut citer le château Tonini à Buti, celui de Caprona (it) et la fortification de Vicopisano.
Théâtre de sanglantes batailles entre Pisans et Florentins, elle fut un enjeu à plusieurs reprises. Le site était déjà occupé par une fortification depuis 780, mais la forteresse actuelle n'a été construite qu'au XIIIe siècle et a survécu en tant que structure militaire active jusqu'à la chute définitive de Pise en 1503. Les dernières structures construites, en vue du dernier affrontement décisif avec les Florentins, furent les quatre tours d'angle, deux grandes à l'est et deux plus petites à l'ouest, avec des fentes et des arbalètes.
En 1509, cependant, la forteresse fut rénovée par Antonio da Sangallo à qui sont attribués les deux bastions polygonaux et par Luca del Caprina, à qui est attribuée la grande tour cylindrique sur un coin du périmètre. La forteresse a ensuite été abandonnée comme position frontière et son utilité défensive n'existait donc plus.
Au début du XXe siècle, un projet fut lancé pour la construction d'une croix monumentale, en réponse à l'initiative du pape Léon XIII de placer le symbole du christianisme sur les plus hauts sommets d'Italie. La première pierre a été posée par l'archevêque de Pise Maffi en 1904, mais les travaux n'ont pas continué en raison du blocus imposé par la Surintendance du patrimoine culturel, déterminée à préserver l'apparence de l'ancienne forteresse.
Dans la soirée du 8 septembre 2009, le versant nord-ouest de la montagne a été touché par un violent incendie d'origine criminelle, détruisant environ 120 hectares de forêt, laissant une blessure dans le panorama des monts Pisans, visible à des kilomètres de distance. La municipalité de Calci et la province de Pise, compte tenu également du financement limité de la région Toscane, ont décidé de ne pas intervenir dans les plans de reboisement, affirmant que la nature suivrait son cours et favorisant ainsi la croissance d'une végétation de type méditerranéen, composée de petits arbustes et non plus des forêts de chênes verts ou de chênes.

### Préservation
Depuis novembre 2009, la Compagnia di Calci (une association fondée en 2004 pour protéger le territoire et l'environnement de la Valgraziosa) a obtenu, en prêt, la partie de la forteresse située sur le territoire de la Commune de Calci. Les bénévoles de l'Association sont constamment engagés dans des travaux de nettoyage et de sécurité dans le but de sauvegarder la forteresse d'un état d'abandon et de rendre visibles aux nombreux visiteurs les parties recouvertes par la végétation au fil du temps. La végétation entourant les murs, composée de chênes verts, de lierres, de ronces et autres arbustes, menace sérieusement la solidité de ses fondations du fait de l'action des racines.
En septembre 2018, un incendie très violent qui a ravagé la partie sud-est du Monte Pisano a également touché la forteresse, détruisant pratiquement toute la végétation présente.

## Galerie

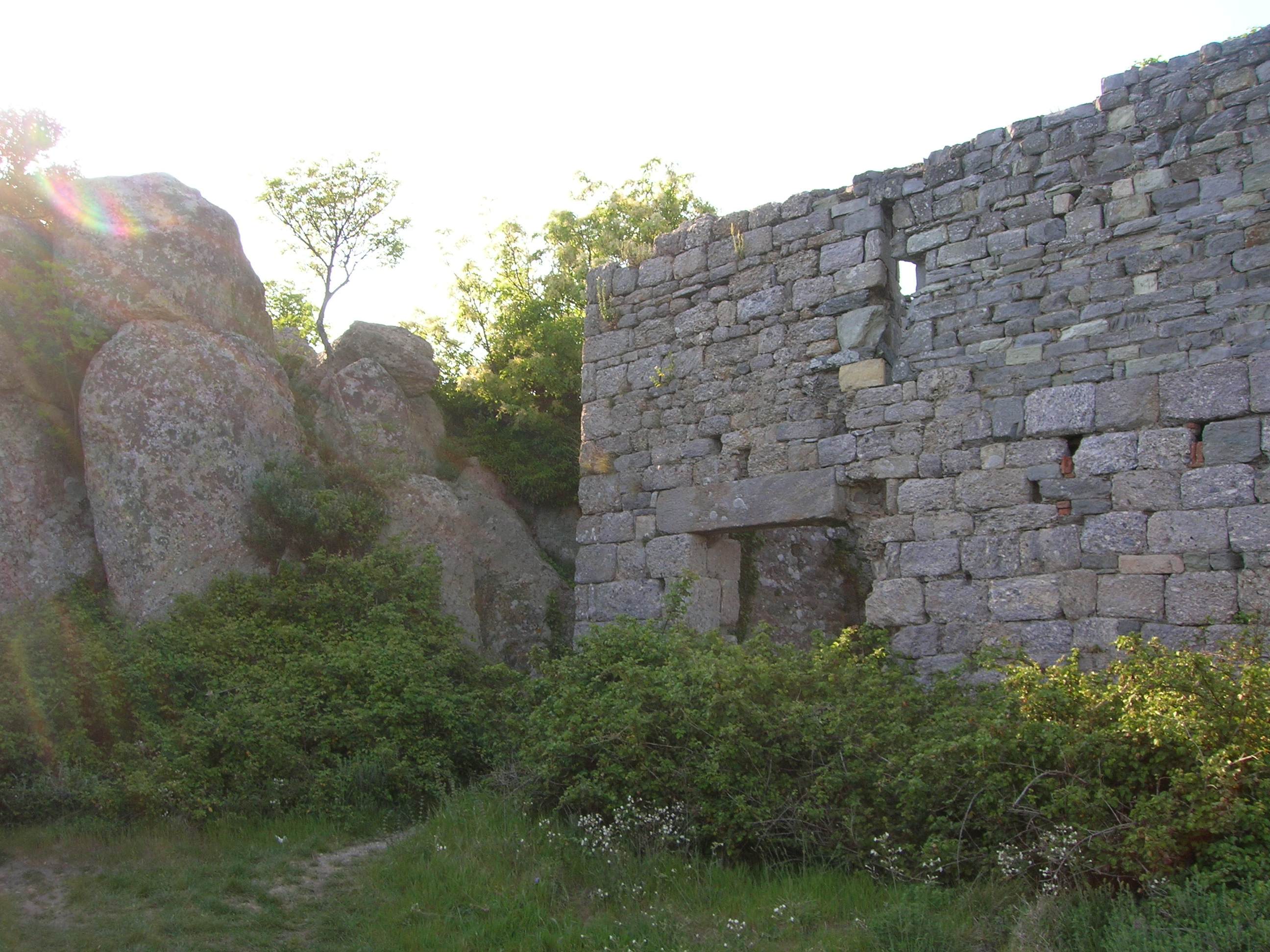
La place centrale de la forteresse.
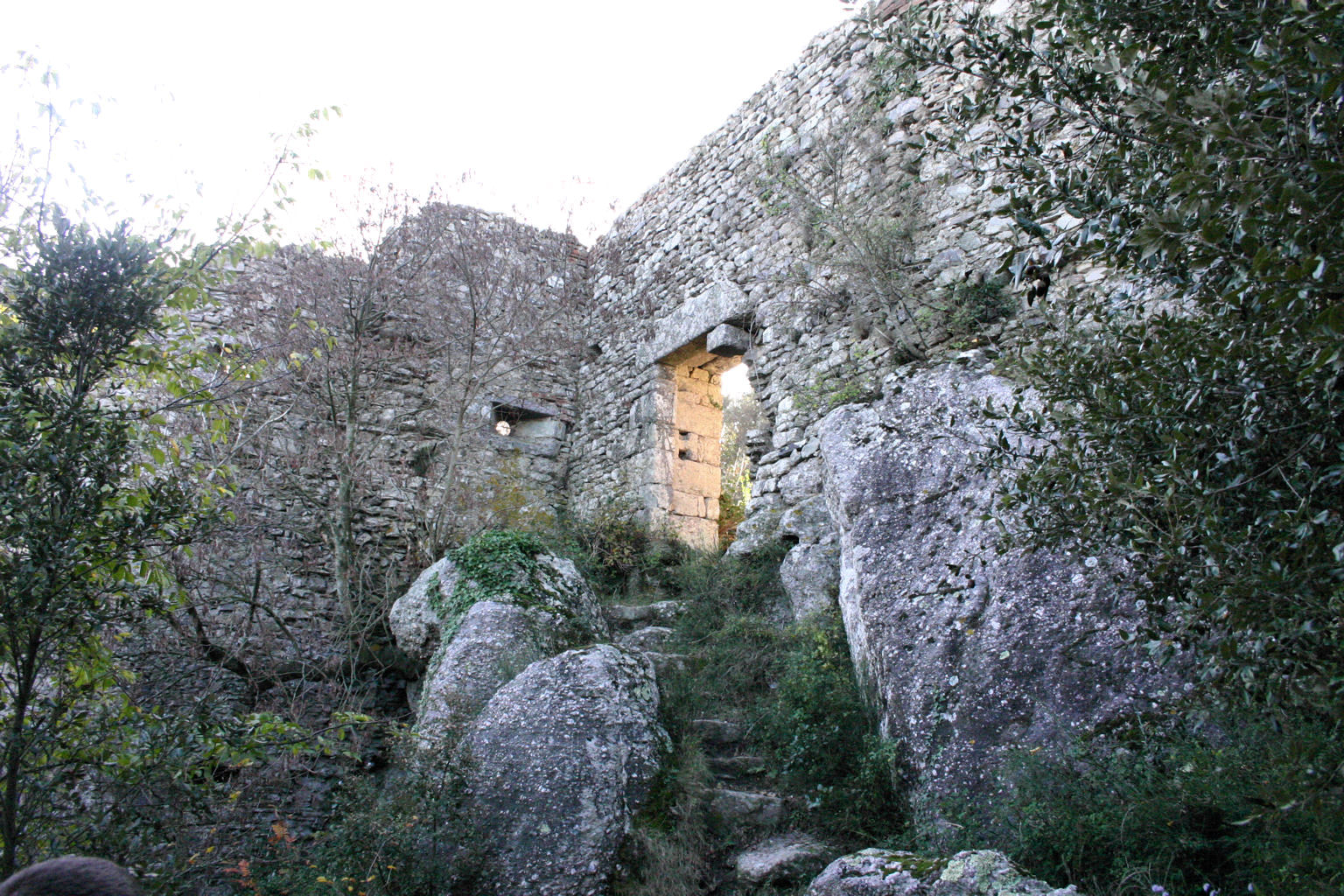
L'entrée de la forteresse.
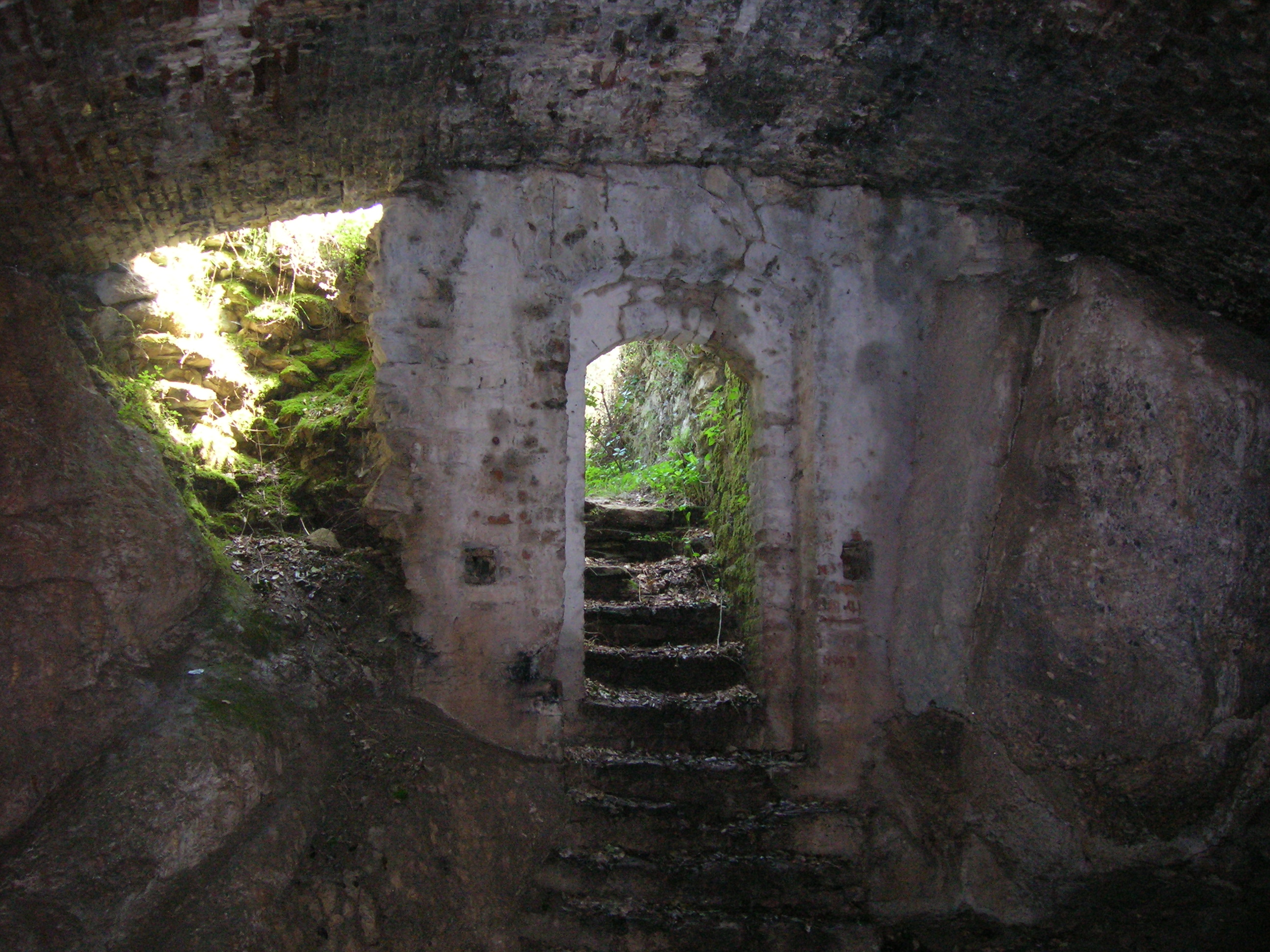
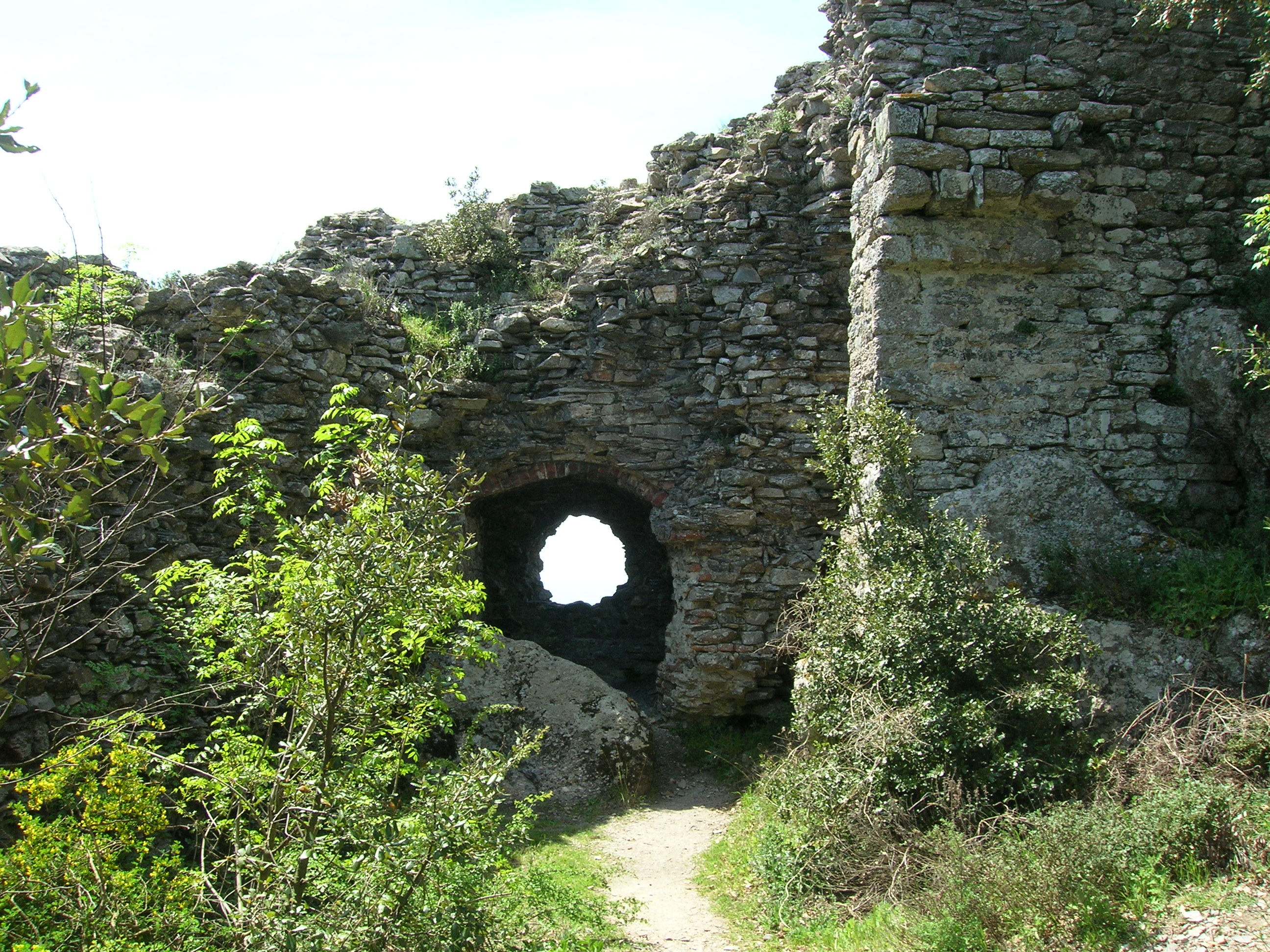